# Сади Боболі
Сади Бóболі (італ. Giardino di Boboli) — парк у Флоренції доби Ренесансу. Не зовсім точна назва парку за палацом Пітті зі скульптурами, фонтанами, павільйонами Грот, але без фруктових дерев.

## Історія садів Боболі

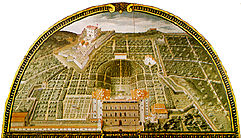
Худ. Джусто Утенс. Первісне розташування палацу Пітті до збільшення і сад доби Відродження

Сади розпланували на пагорбі Боболі, звідки і їх назва. Ділянка на схилах пагорба не була симетричною, тому сучасні сади Боболі мають дві головні осі —
- коротку (стародавню) вісь, що проходить через центр палаццо Пітті і так званий амфітеатр;
- довгу вісь, що йде під невеличким кутом до короткої осі і довгим боком до палацу.

Розпланування парку розпочалося в добу італійського Відродження, діяльно продовжилося в добу маньєризму і завершилось в добу бароко. Впливи і риси всіх трьох стилів мають свої залишки як в плануванні, так і в стилістиці парку і його споруд. Парк зазнав занепаду, реконструкції і був відновлений за старими планами. Сучасна площа Боболі становить 4,5 гектарів (небагато в порівнянні з Во-ле-Віконт, де 100 га парку, «Олександрія» неподалік міста Біла Церква (Україна) — 201 га, Кусково — 230 га тощо).

## Доба Відродження
Сади в добу відродження в Італії не були великими. Не був великим і первісний сад Боболі. На ранішньому етапі виникла коротка вісь парку з неповною симетрією ділянок. Вже тоді парк прикрасили невеличкою збіркою скульптур доби стародавнього Риму і Відродження.

## Доба маньєризму

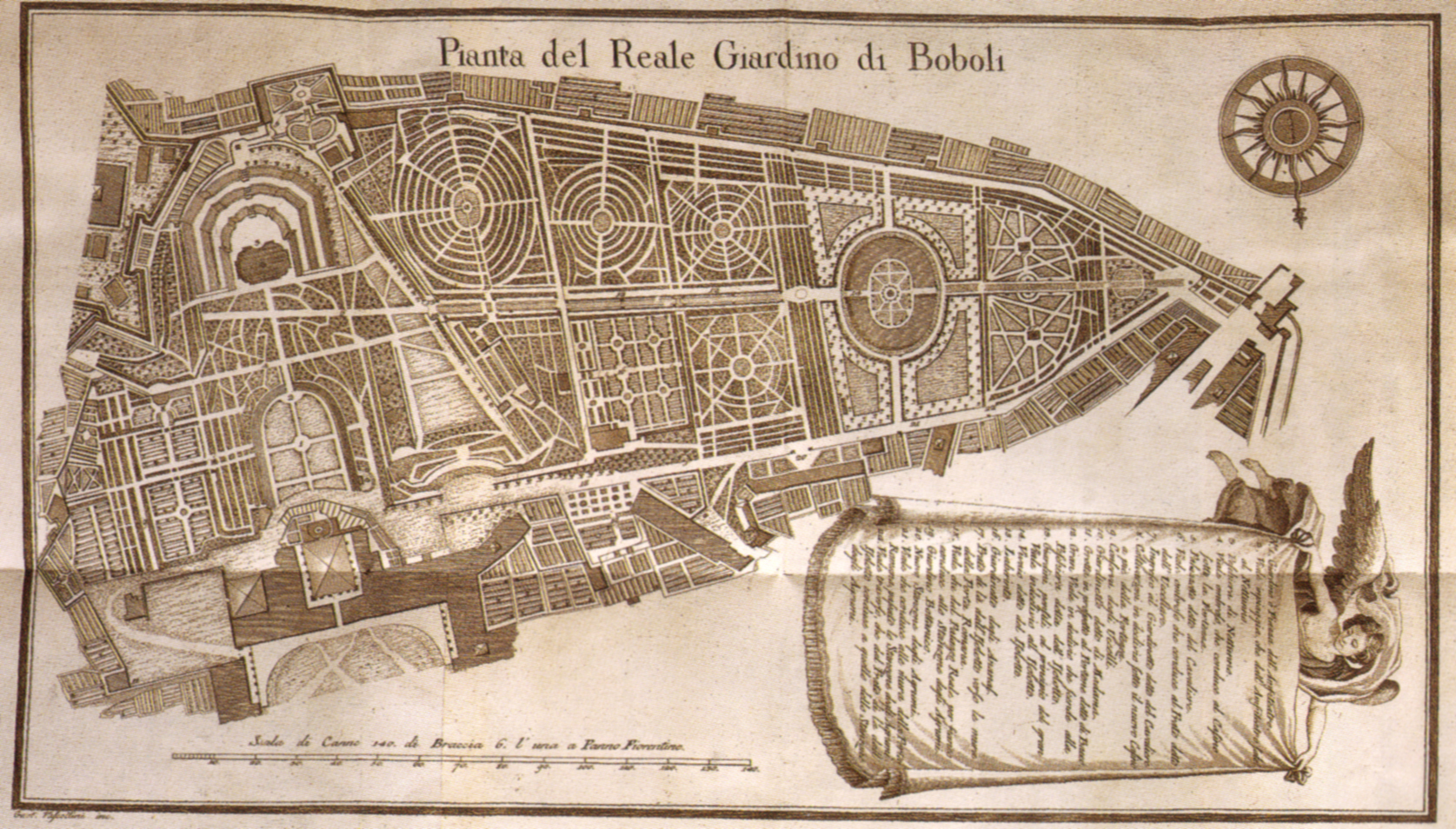
План парку Боболі. Ліворуч понизу — палаццо Пітті.

Планування парку і його збільшення відбулося в добу маньєризму за правління герцога Козімо І та його дружини Елеонори Толедської. Саме їй належала ініціатива придбання палацу Пітті у власність роду Медичі, його розширення і нове облаштування парку. План парку набув трикутної форми і повернутий бічною стороною до палацу.
До робіт в парку залучили:
- Ніколо Тріболо(1500 — 1550),
- Бартоломео Амманаті, (1511 — 1592)
- Джорджо Вазарі , (1511 — 1574)
- Бернардо Буонталенті, (1536 — 1608)

Джорджо Вазарі запроектував і побудував декілька гротів, а Бернардо Буонталенті вибудував Грот, що отримав назву на його честь і зберігся донині, та виконав декілька скульптур.
Вже в добу маньєризму честь художньої ініціативи перейшла від Флоренції до папського Риму. Саме в Римі згуртувалися найкращі мистецькі кадри фахівців, виникла потужна творча традиція і ефектні пошуки в побудові нових типів заміської вілли, ансамблю вілли і парку, формування стилю бароко, пам'яток якого у Флоренції дуже мало. Флоренція починає жити на узбіччі мистецьких пошуків і жити своїм багатим минулим.

## Декоративна скульптура в саду Боболі

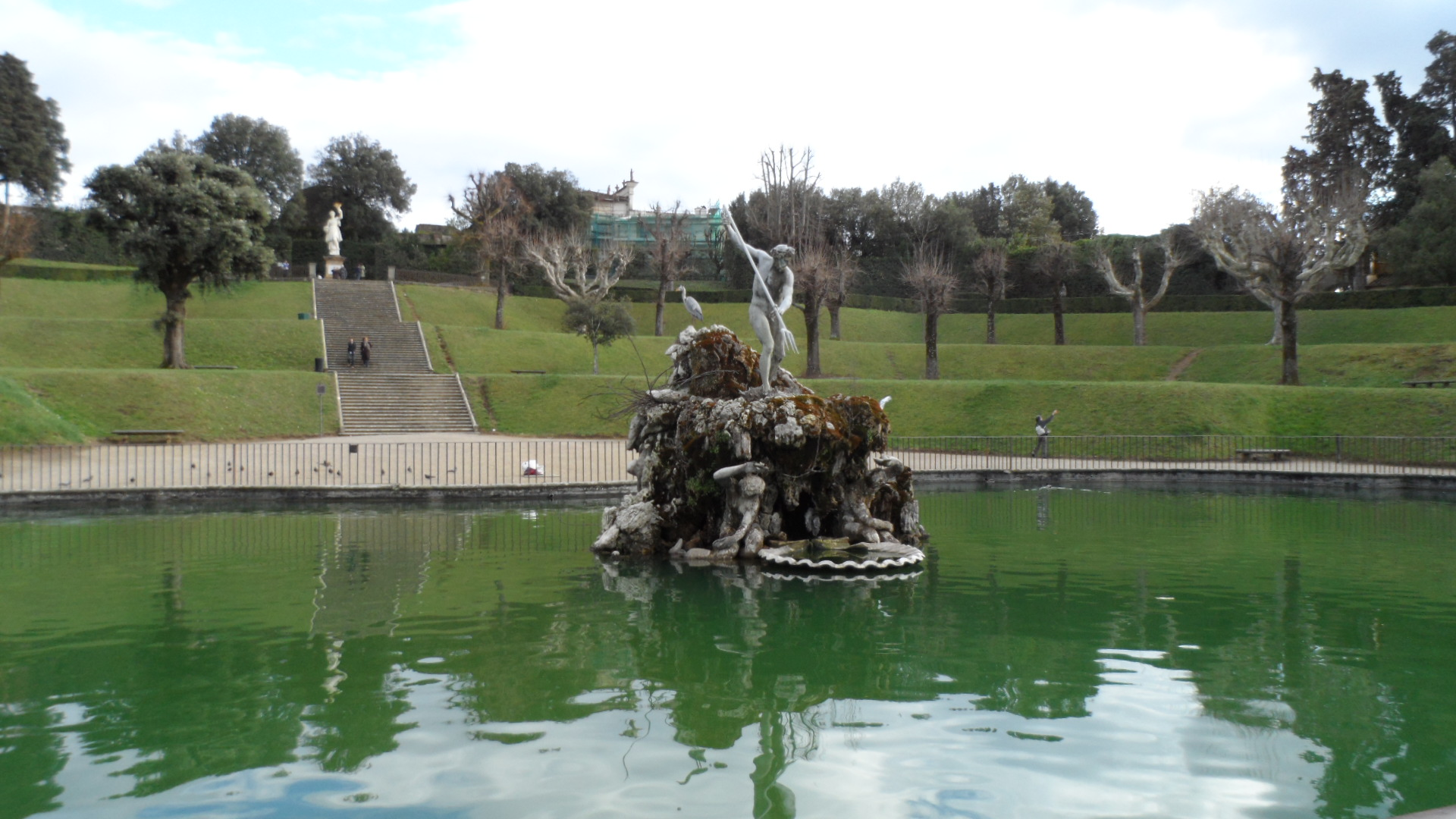
сади Боболі

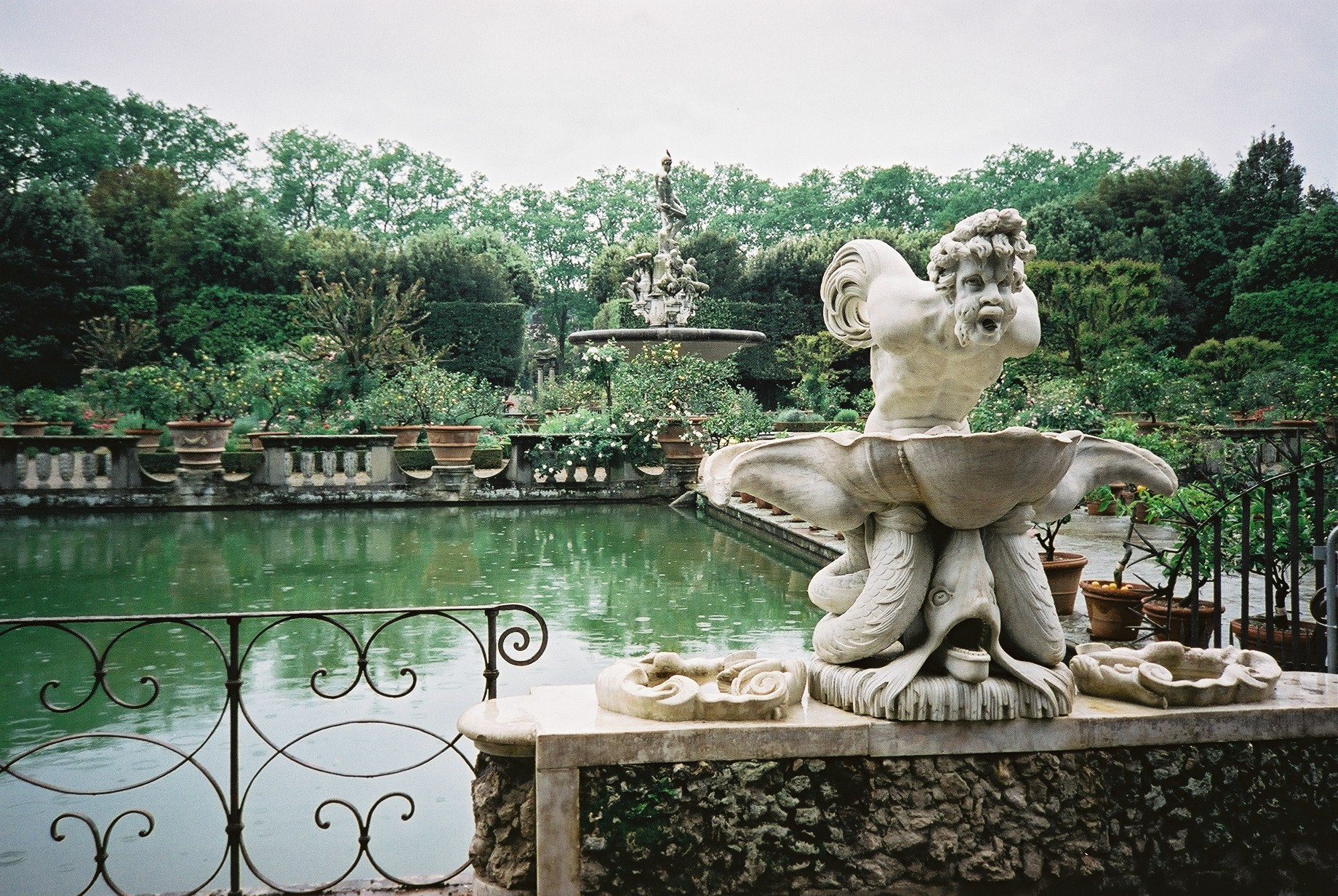
«Фонтан Океан», сади Боболі.

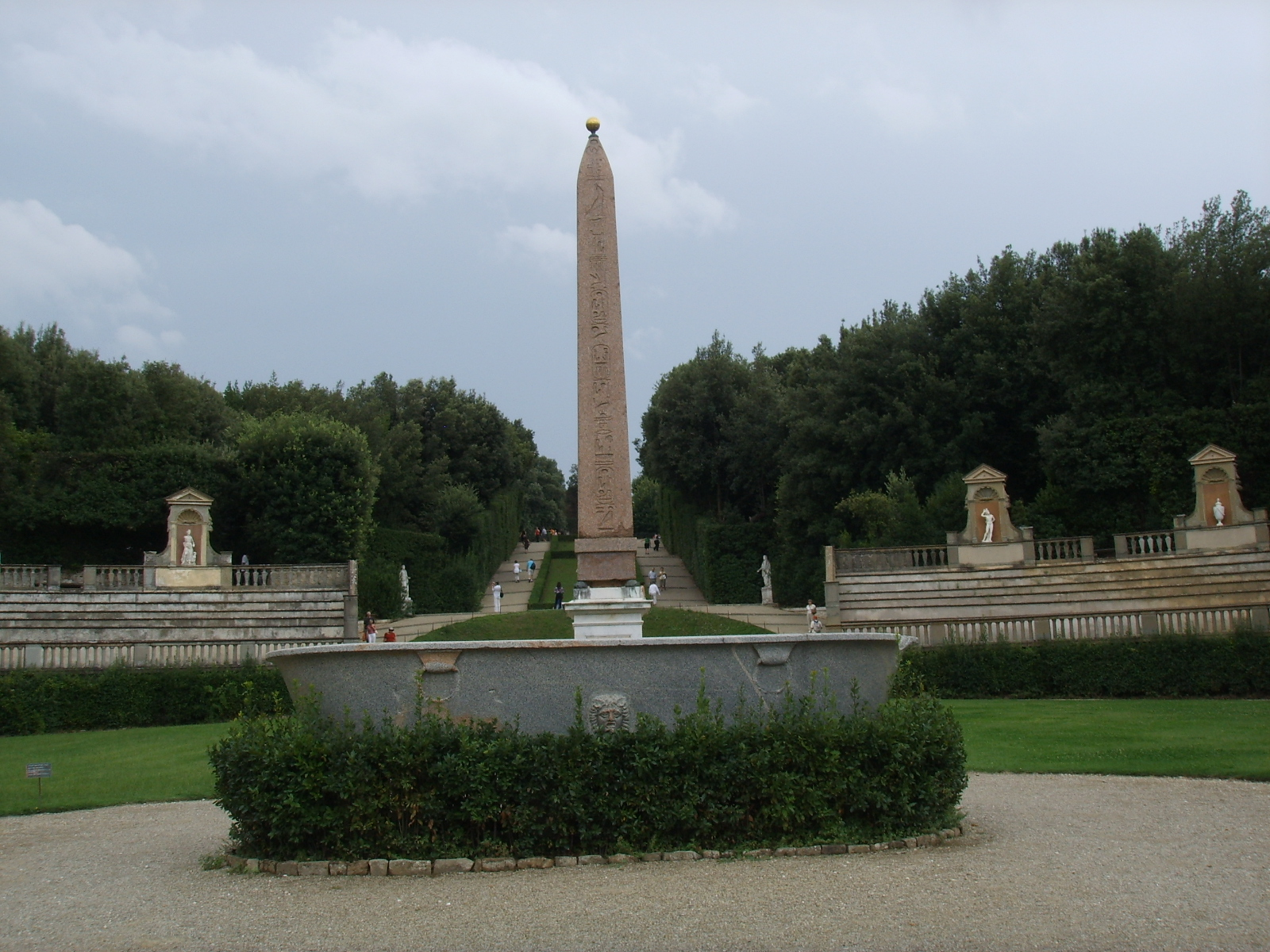
Обеліск зі Стародавнього Єгипта, сади Боболі
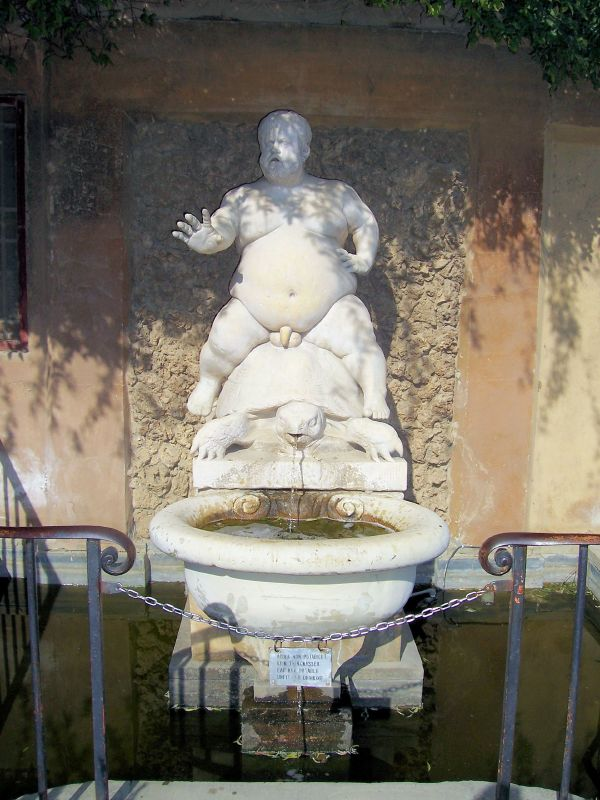
Фонтан Вакха-п'янички, сади Боболі
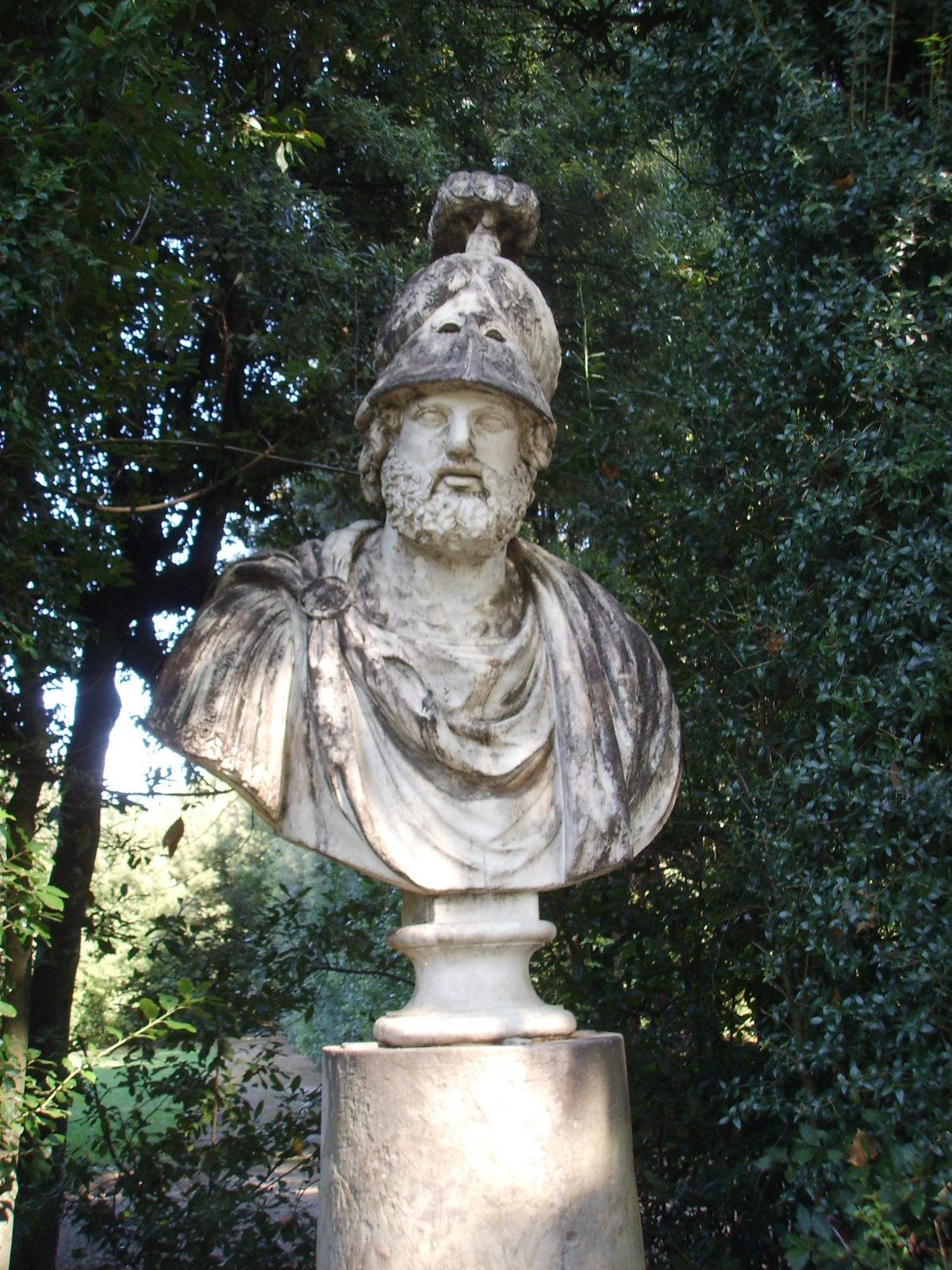
сади Боболі
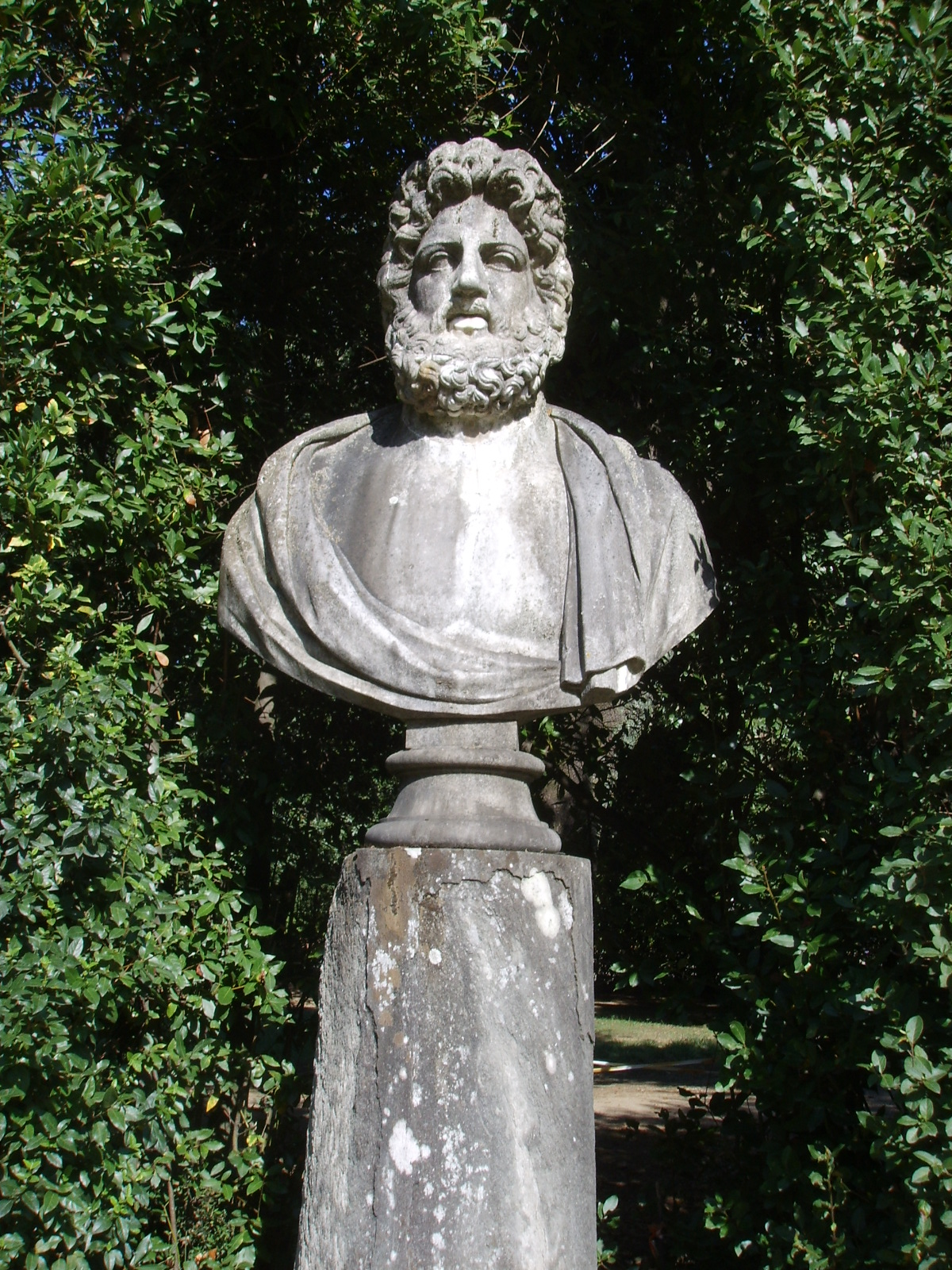
Юпітер, погруддя, сади Боболі
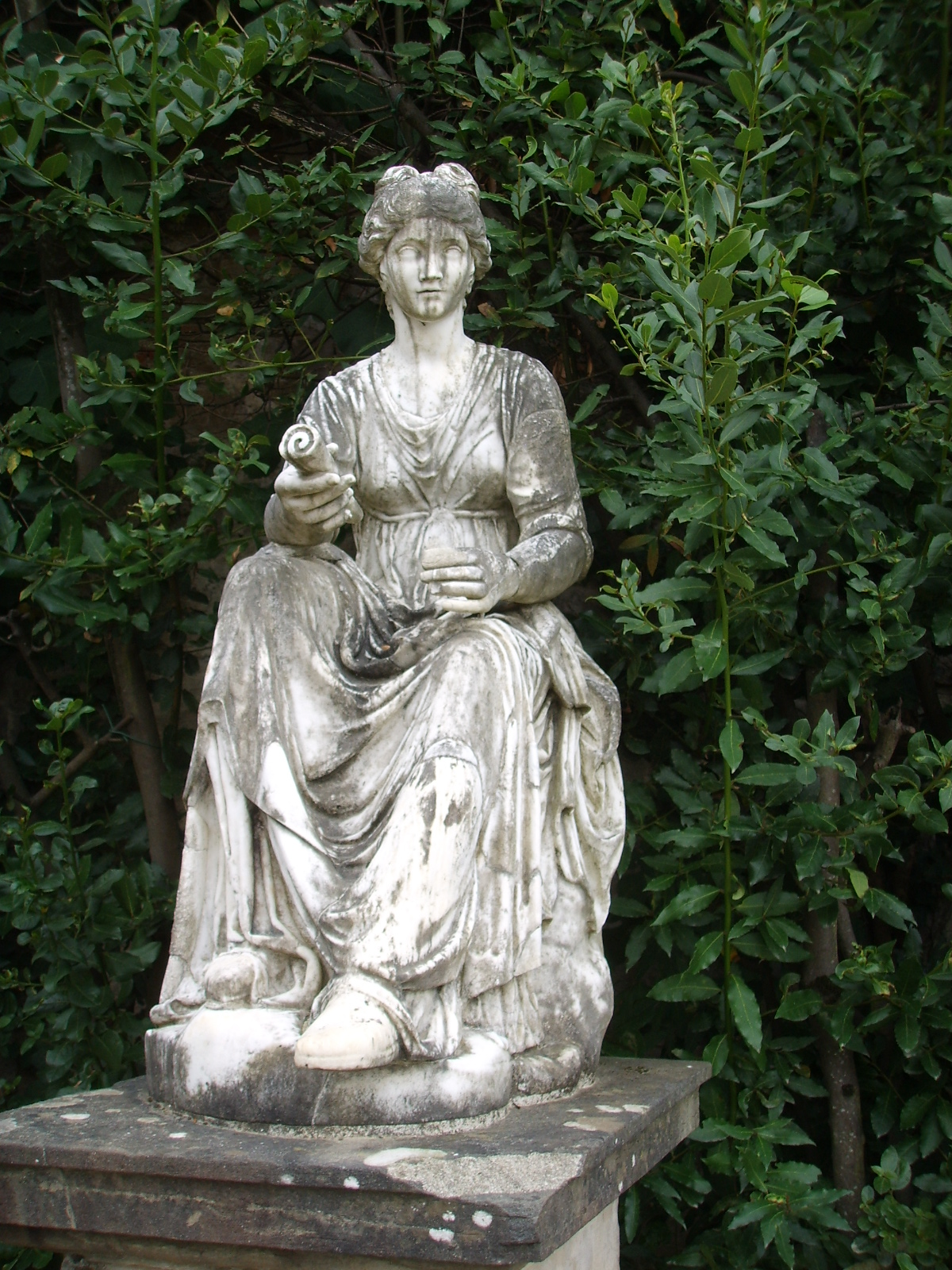
Муза (?), сади Боболі

## Грот Буонталенті

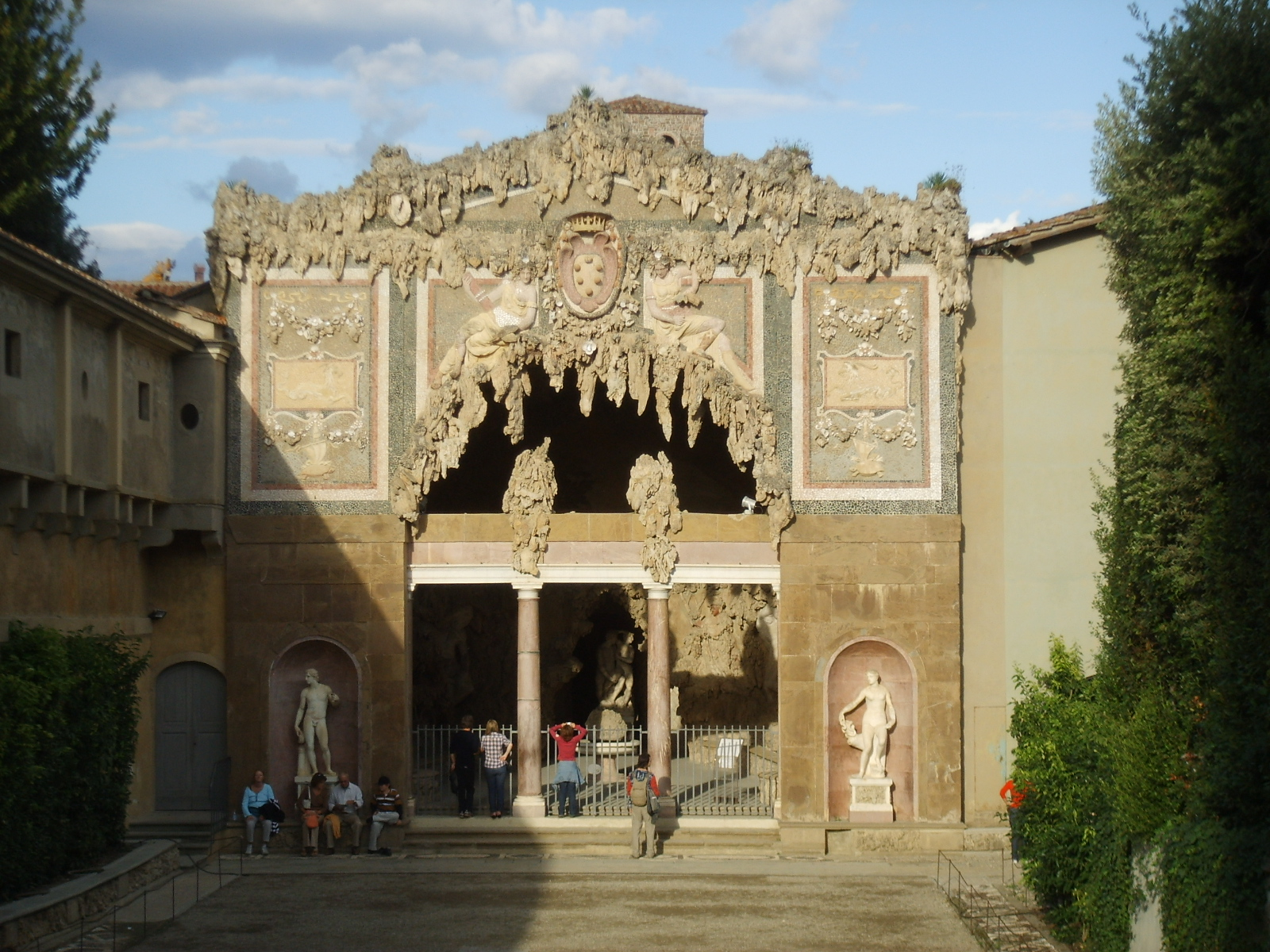
Грот Буонталенті, головний фасад

Ця споруда розташована у внутрішньому дворику, що відокремлює палац від парку Боболі. На ранішньому етапі садівництва павільйон Грот зберіг зв'язок з диким прообразом споруди — печерою. Якщо фасад Гроту ще нагадує домівку (ніші зі скульптурами, невелика лоджія, колони), то завершення фасаду відсилає до сталактитів, до печерного нагромадження каменю. Ще більше дику печеру нагадує інтер'єр Гроту з уламками скелі і незавершеними скульптурами велетнів, наче диких духів печер і природи. Частка ж приміщень оздоблена, навпаки, як невеличкі палацові зали. За цим принципом зроблені і оздоби інших збережених павільйонів (Грот Адама і Єви, Грот Мадам).

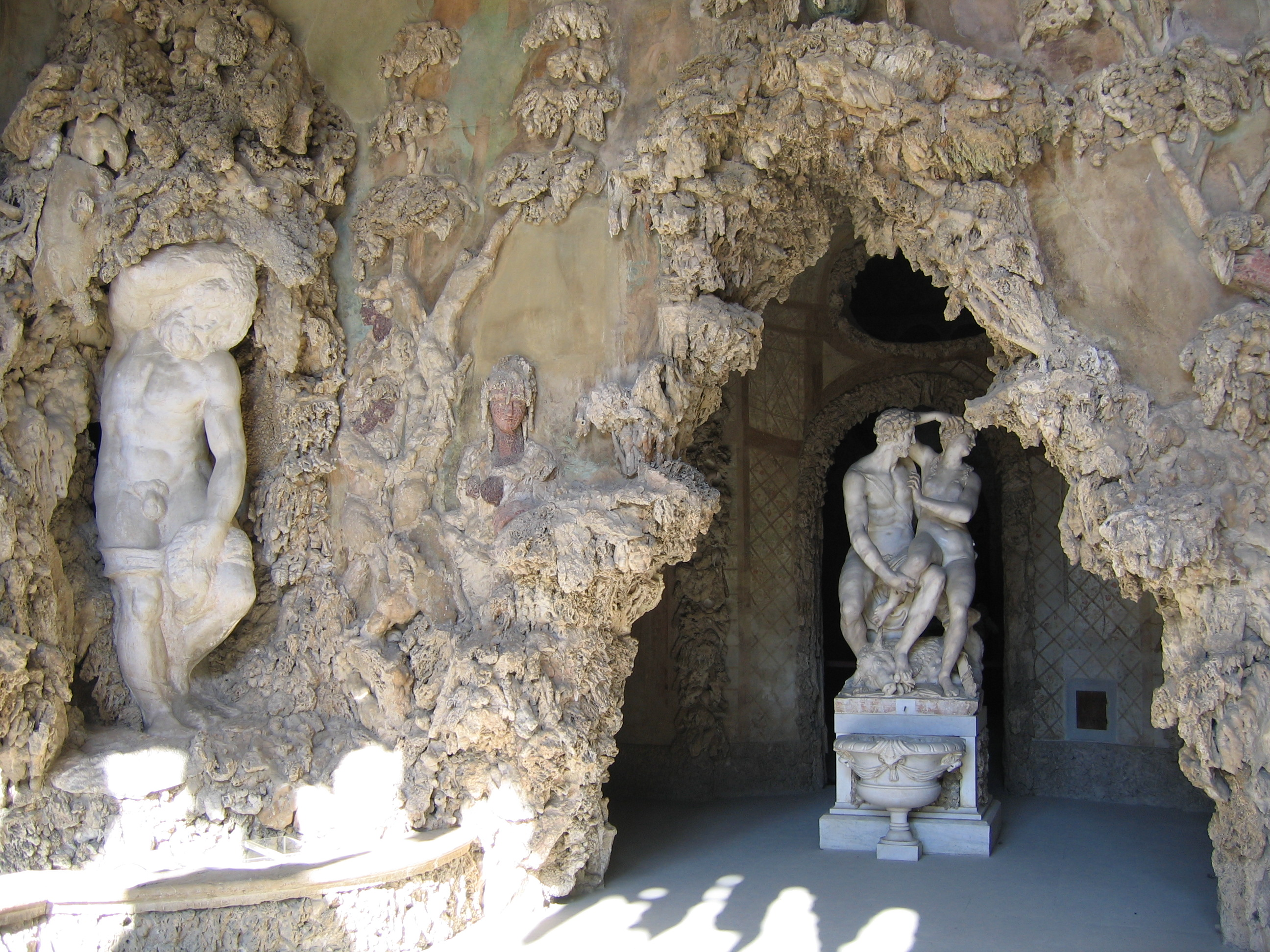
Дикий вестибюль Гроту Буонталенті
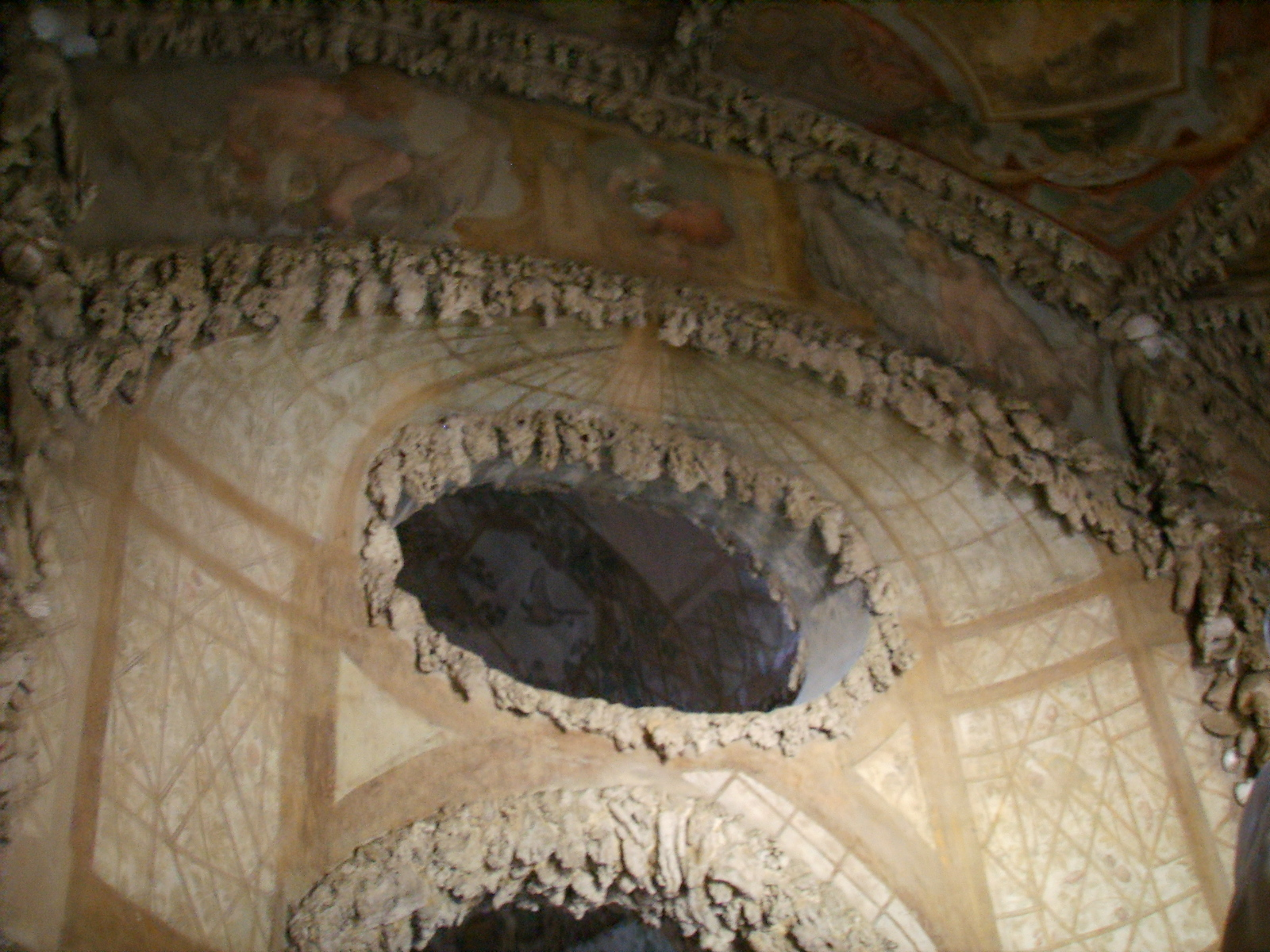
Декор другої зали
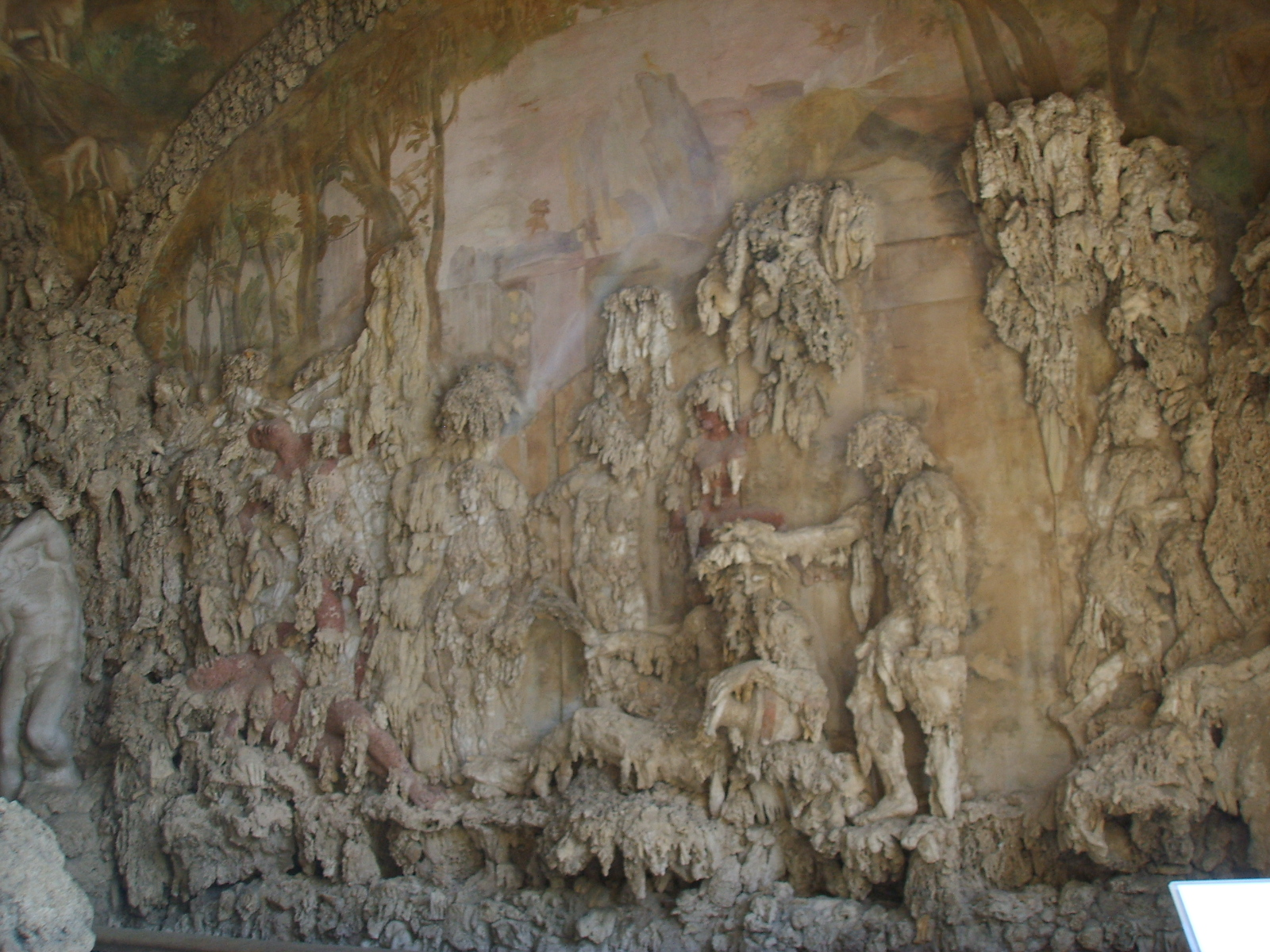
Декор першої зали Гроту
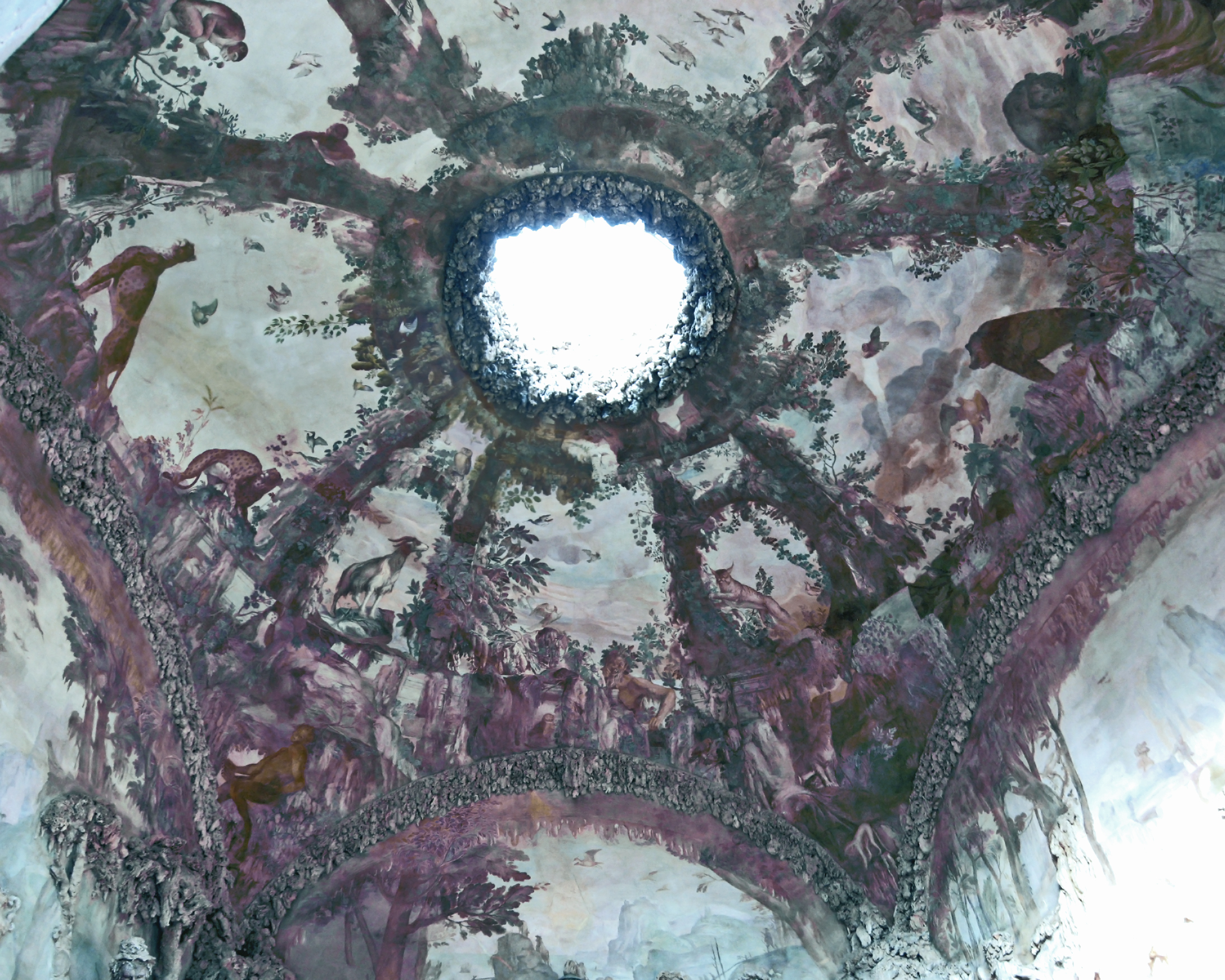
Отвір в склепінні Гроту Буонталенті і стінописи

## Доба бароко

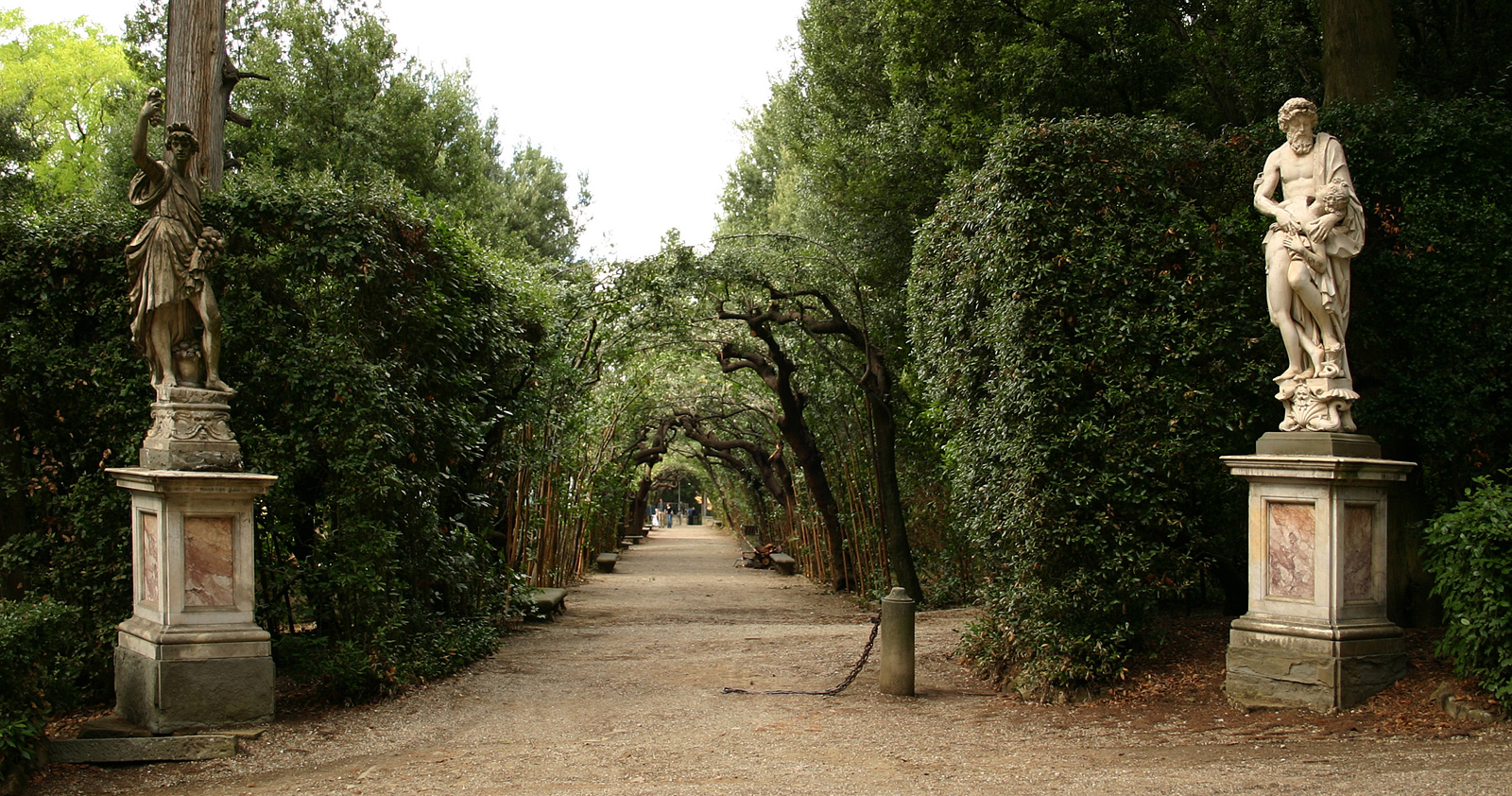
Ділянка в стилі бароко парку Боболі

Вторинність пошуків і оздоб парку Боболі в добу бароко виявилася в типовому вистриганні рослин, в типовому розміщенні скульптур, перенесенні в парк давньоєгипетського обеліска з колишнього храму Луксор (колись стояв в садку вілли Медичі в Римі, був перевезений в парк Боболі). Парк Боболі так і не отримав значущості і художньої довершеності, яка притаманна Італійському парку (Підгірці) 17 століття (Україна) чи вишуканості ансамблю замку і парку Во ле Віконт (Франція) того ж 17 століття.
Аби підсилити недостатню барокову складову садів Боболі, в 20 столітті в палаці розмістили Музей порцеляни.

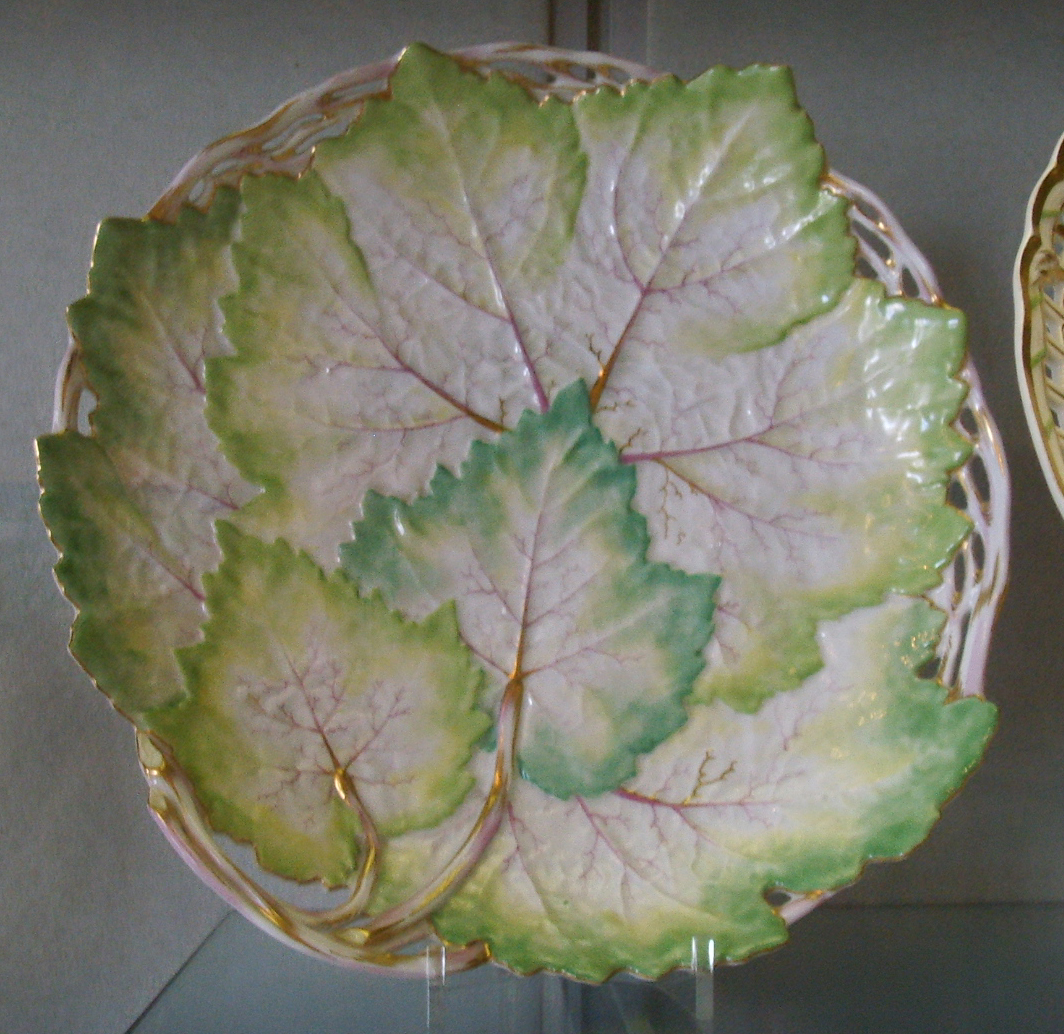
Німецька порцеляна
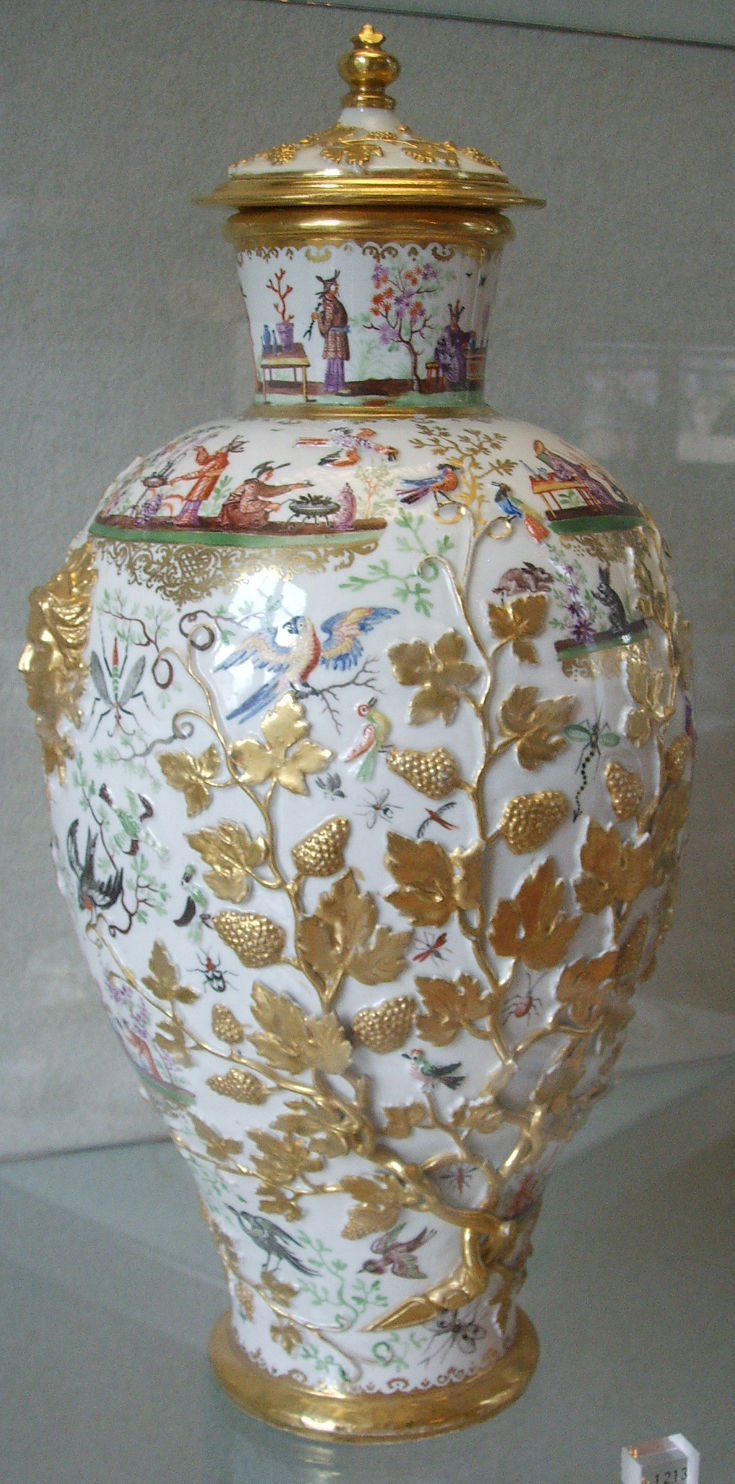
Ваза в стилі шинуазрі, Німеччина
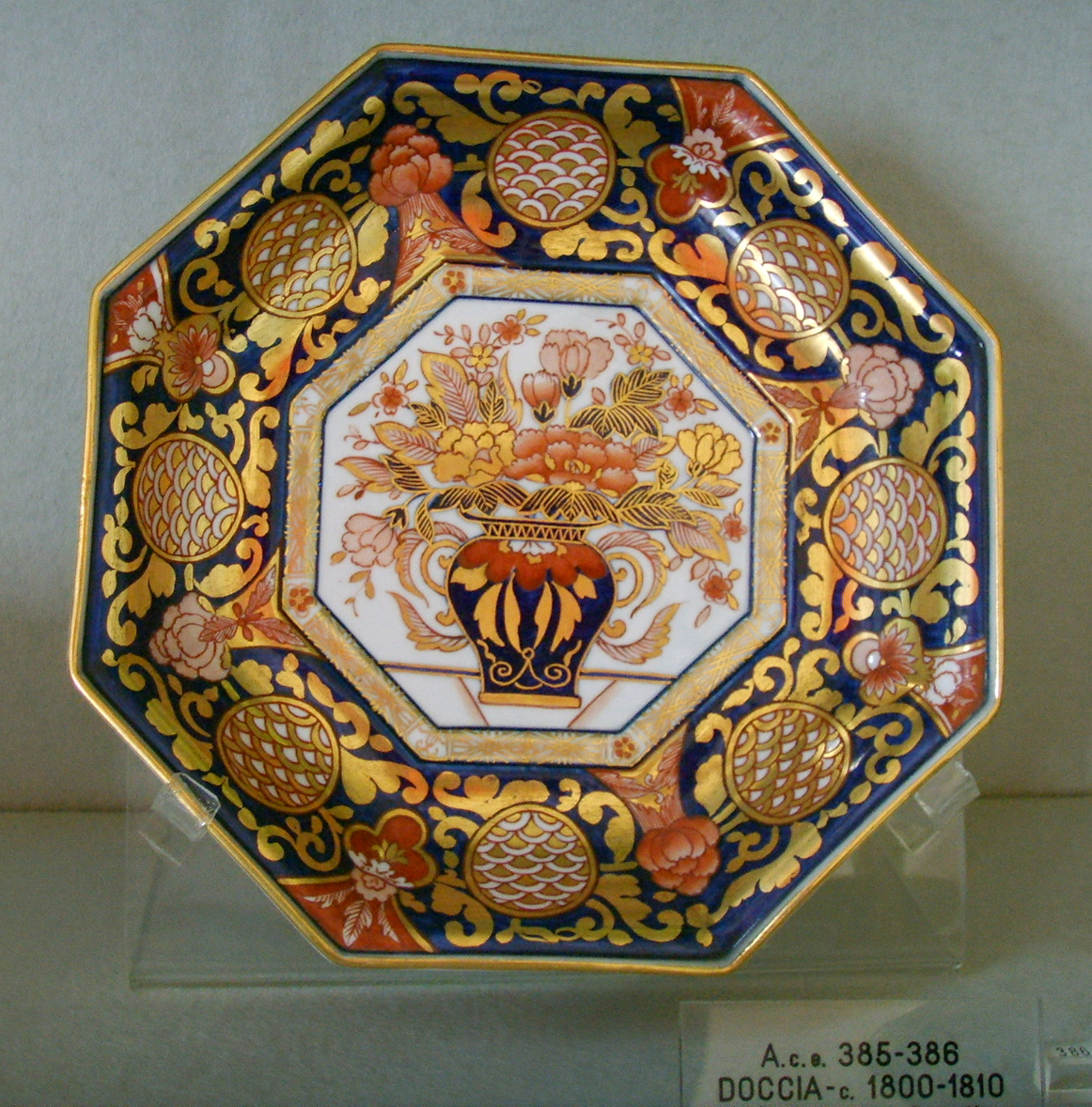
Порцеляна 1800-1810 рр.
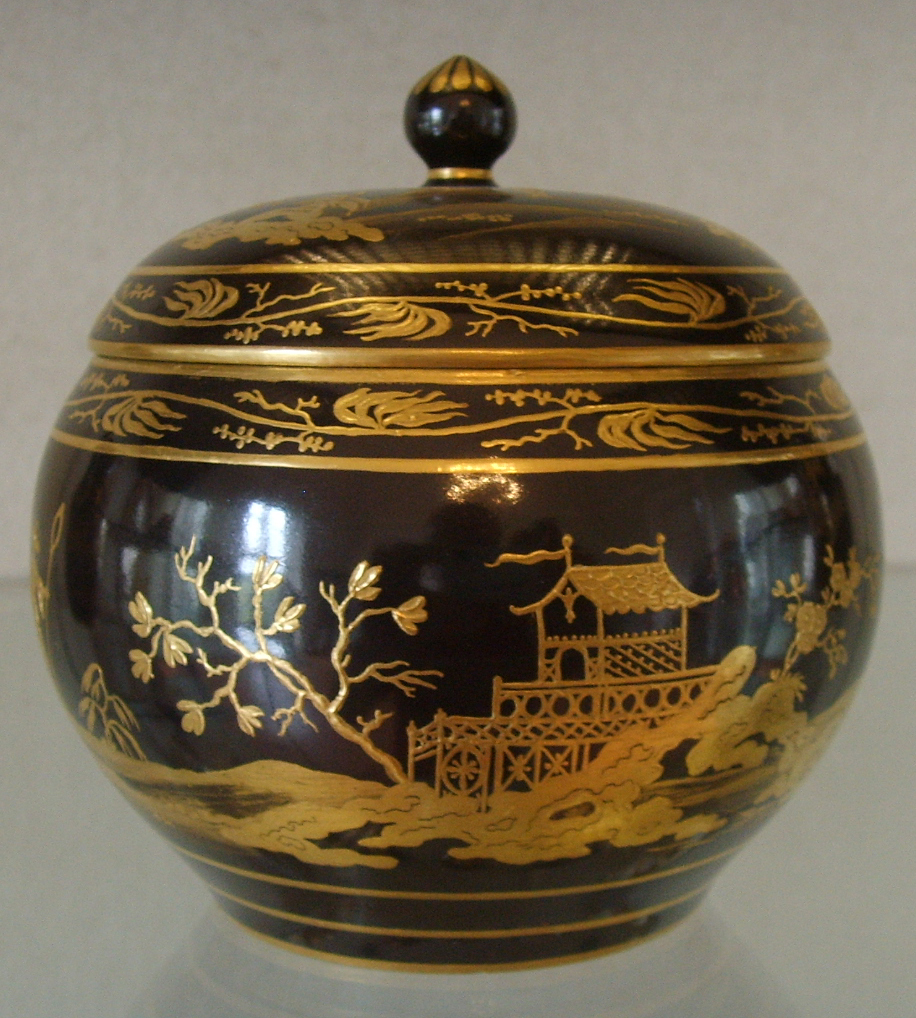
Віденська порцеляна в стилі шинуазрі
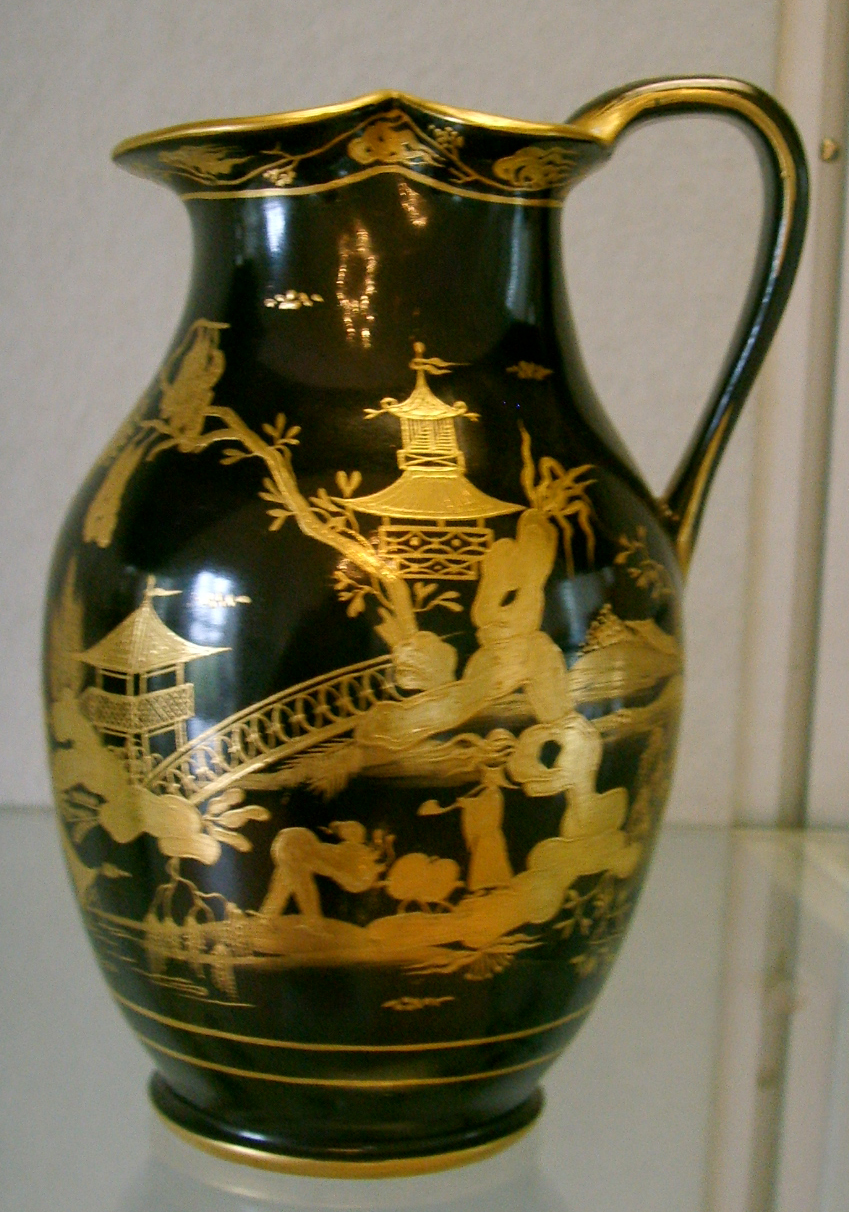
Віденська порцеляна в стилі шинуазрі, 1799 р.
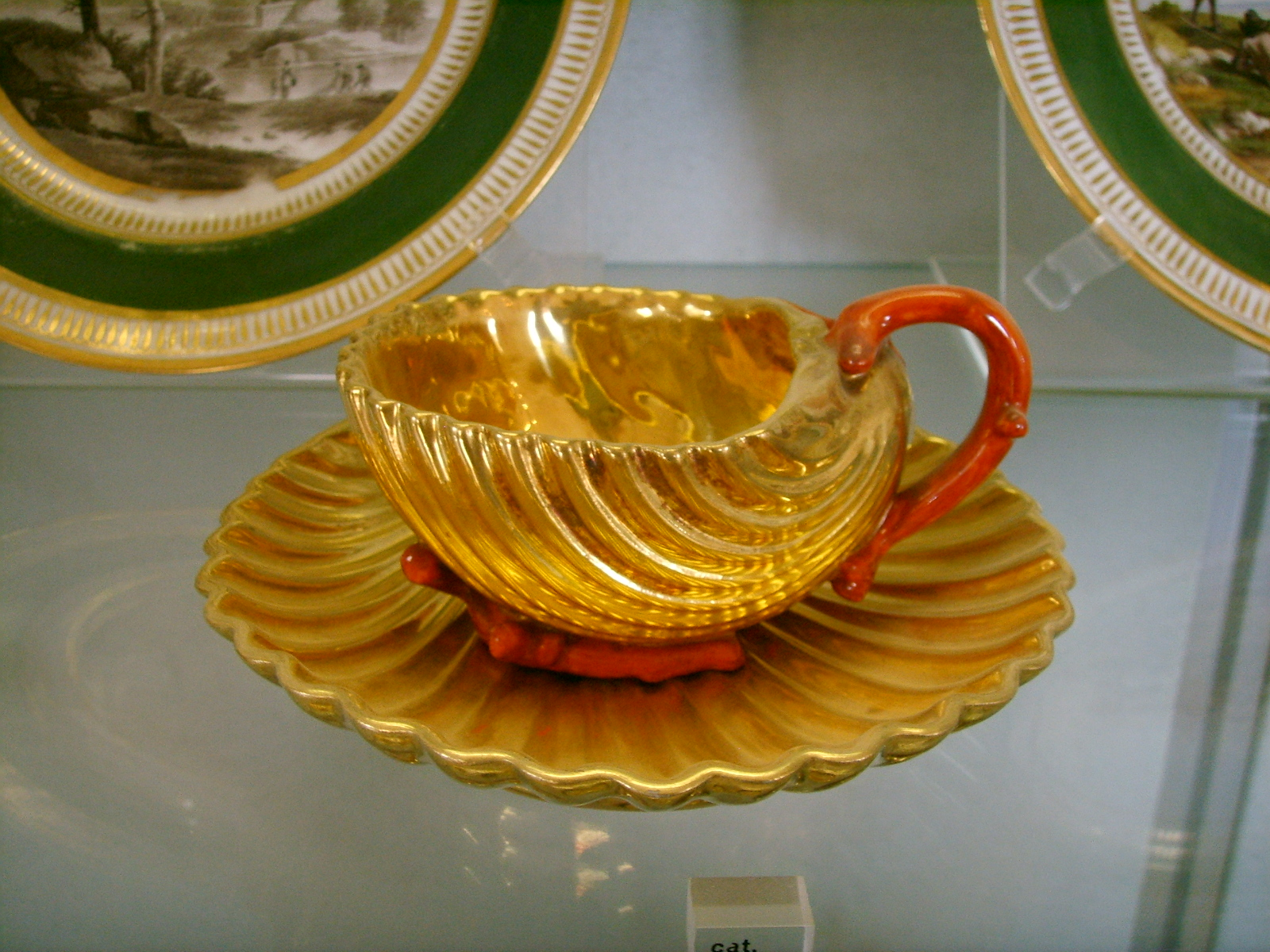
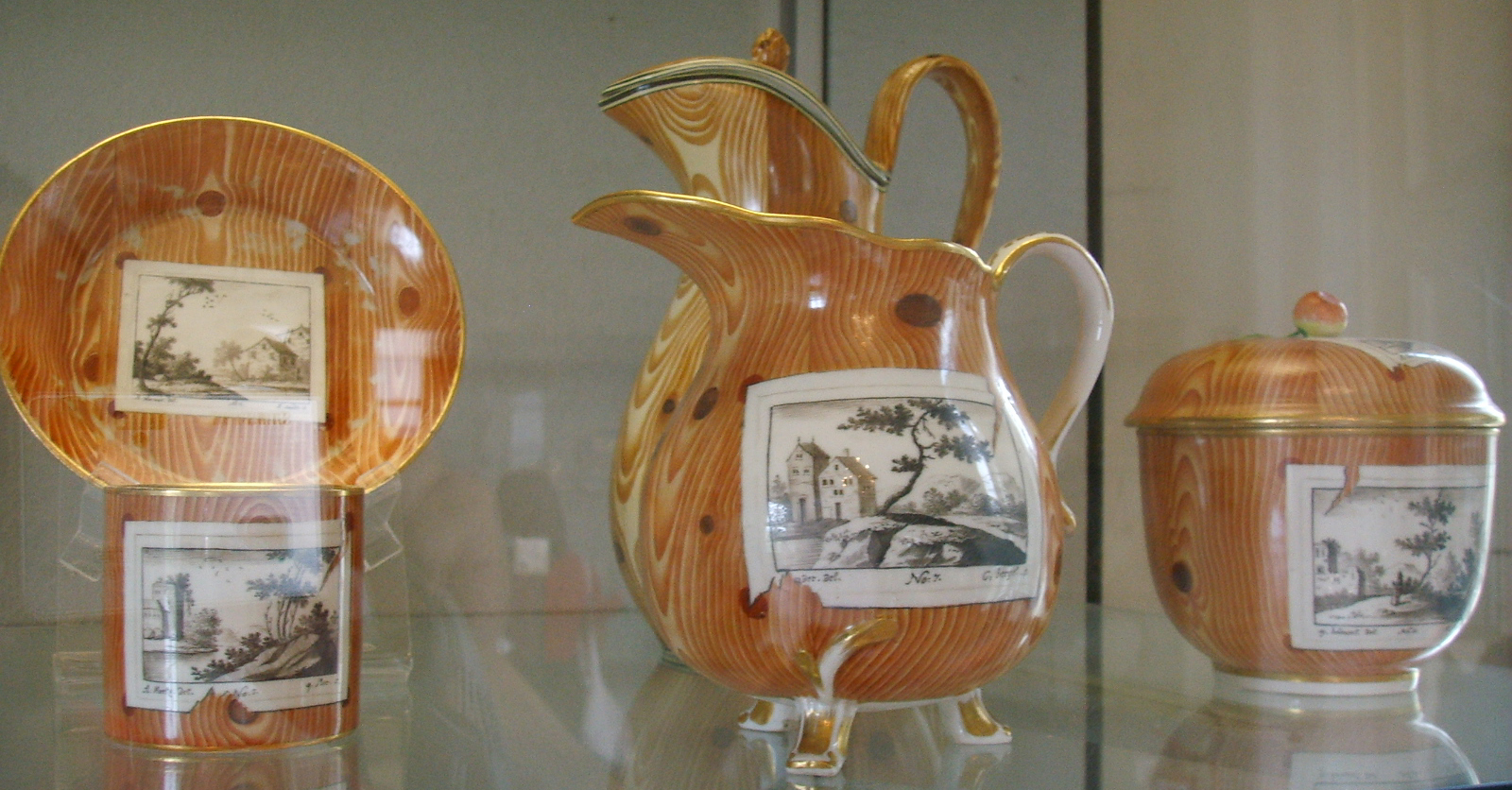
Порцеляна з пейзажами, Відень.
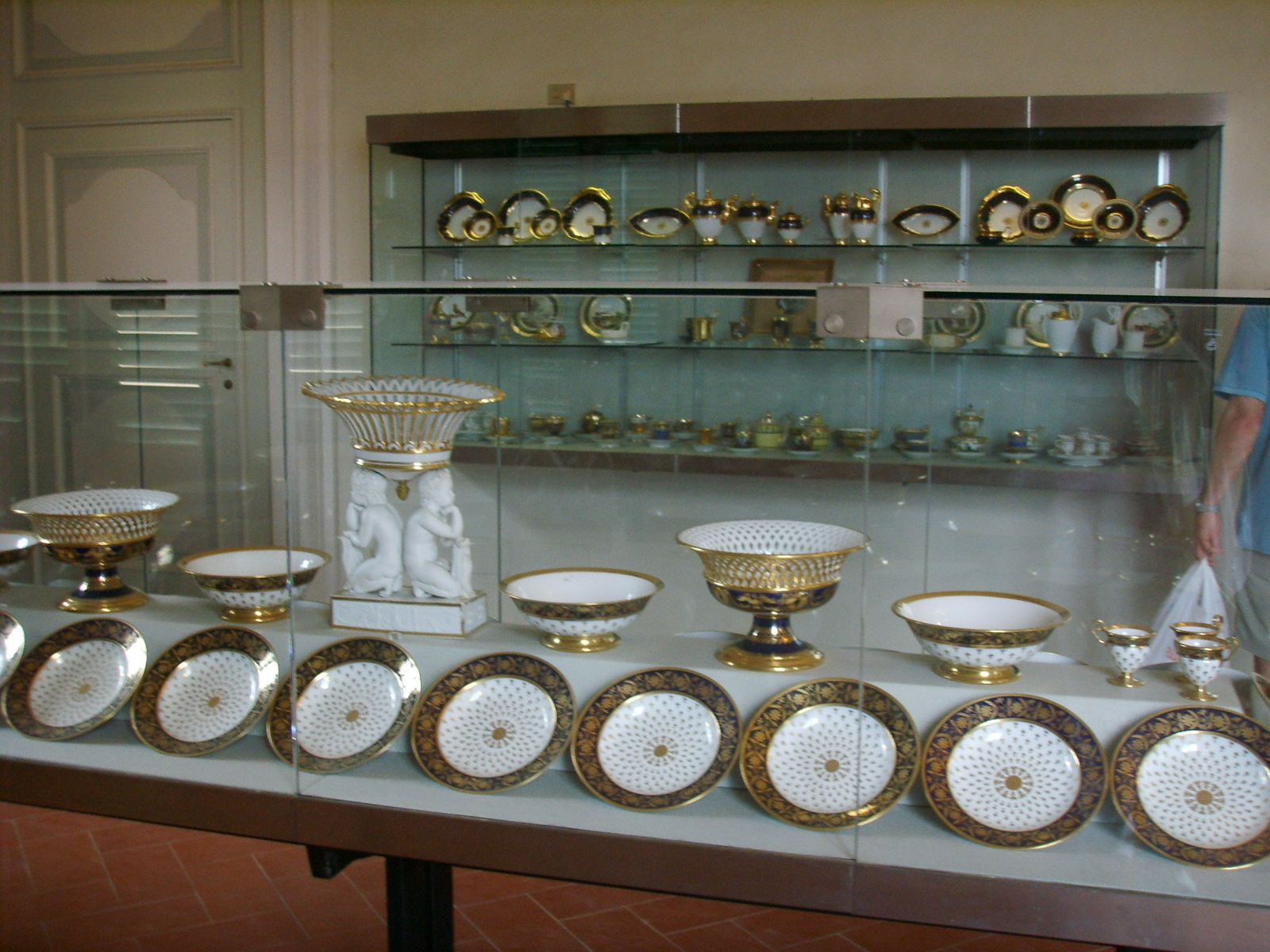
Порцеляна Франції, Севр, 1809-1810 рр.

## Нові атракції парку
Аби підсилити значущість садів Боболі, створена реконструкція Дому Веттіїв, відкритого після археологічних розкопок в Помпеях(поблизу Неаполя). В так званому Серединному палацику облаштовано музей костюмів (музей моди).

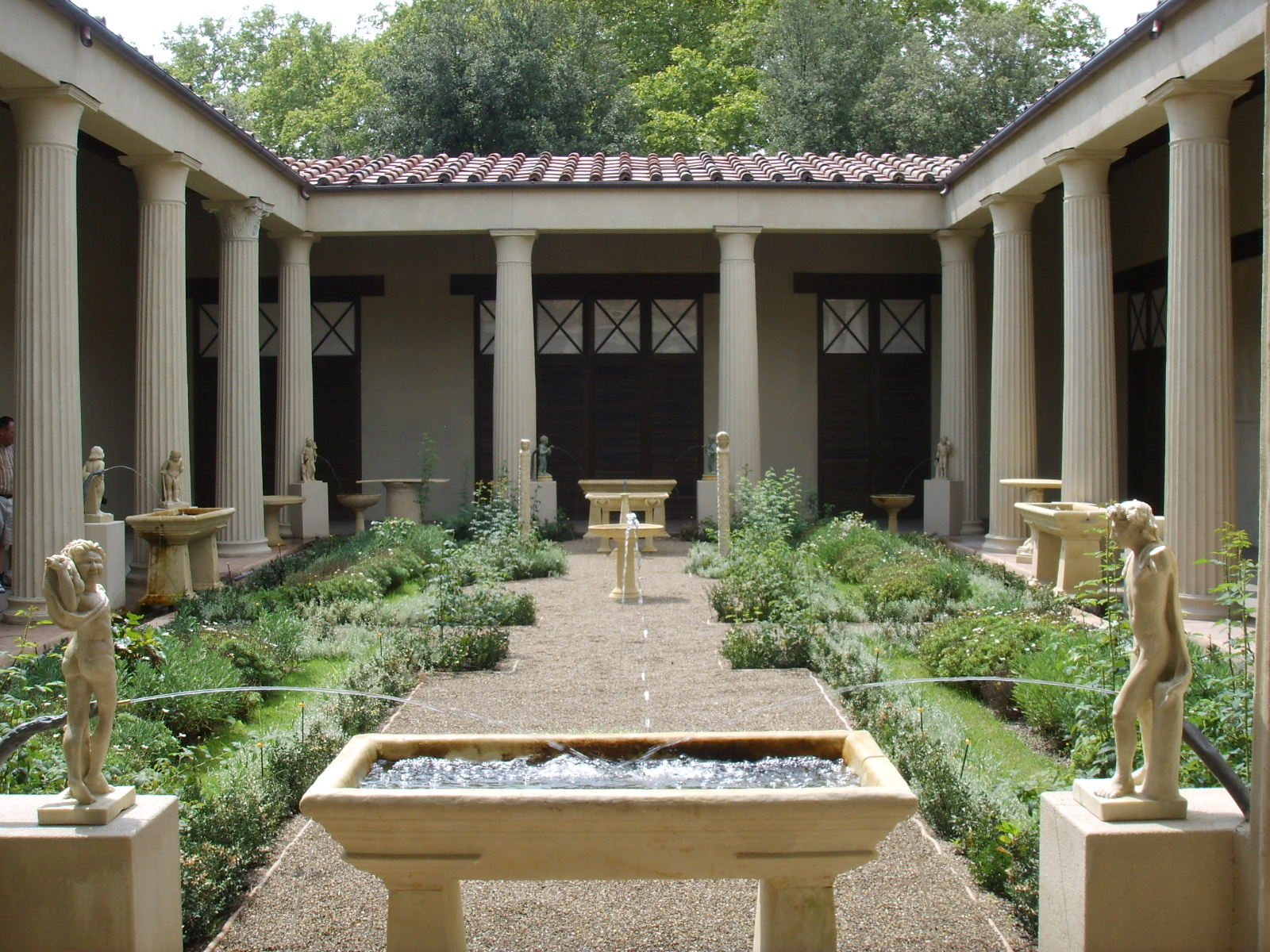
Дом Веттіїв з Помпей, №1
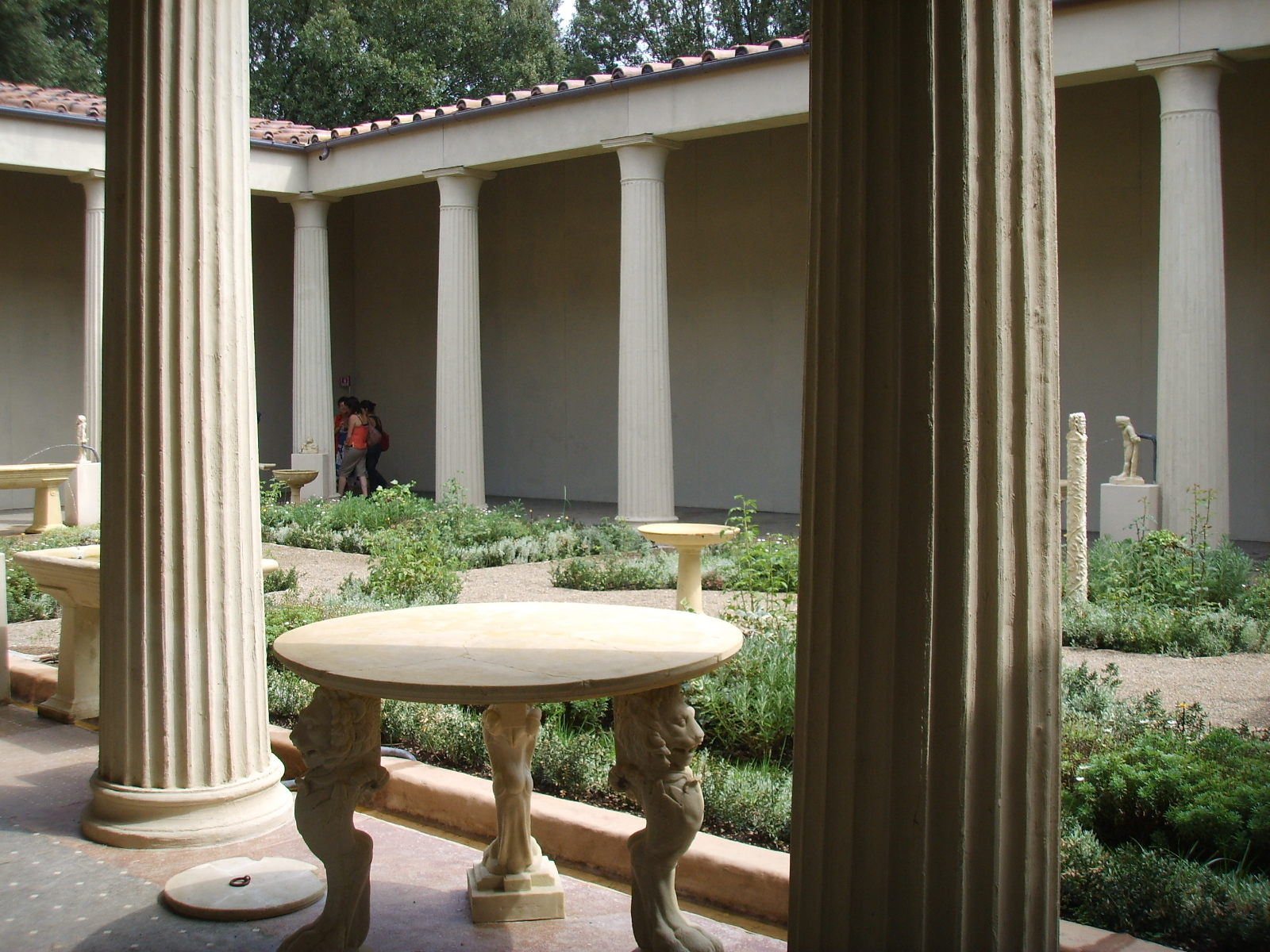
Дом Веттіїв з Помпей, №2
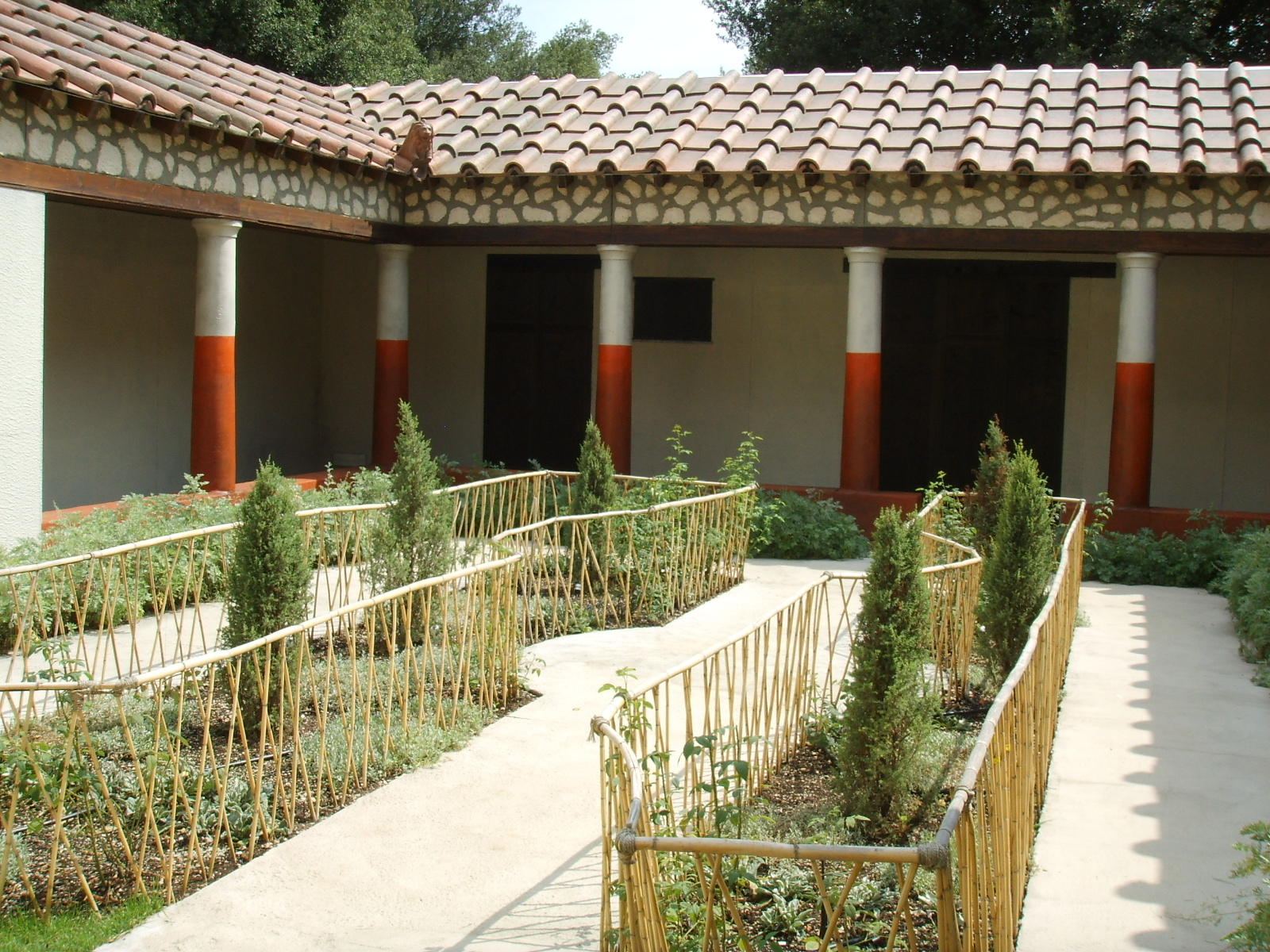
Дом Веттіїв з Помпей, №3
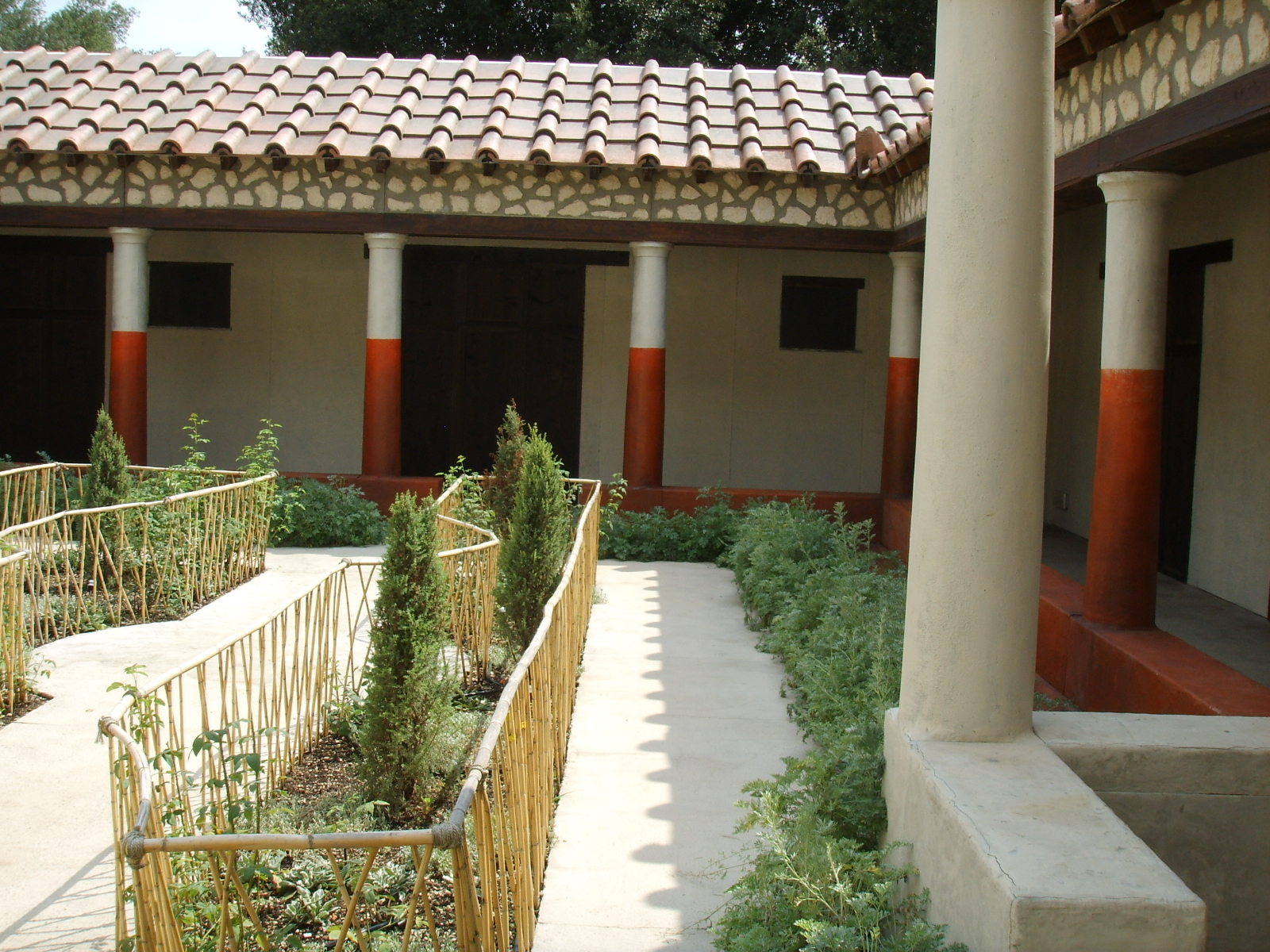
Дом Веттіїв з Помпей, №4